# SKIN
SKIN este o companie privată românească fondată în anul 2000, care importă și distribuie pe piața românească produse electronice (smartphone-uri, televizoare LCD, tablete, accesorii și periferice IT) ale unor branduri internaționale cu renume, cum ar fi Nikon, Toshiba, SanDisk, Logitech, dar care, de asemenea, produce și comercializează electronice și sub marca proprie, Utok.